# He Answered the Ad
He Answered the Ad è un cortometraggio muto del 1913 diretto da Bert Angeles e interpretato dal celebre attore comico John Bunny. Sua partner, l'attrice Flora Finch: i due, sullo schermo, davano vita a una delle più famose coppie del cinema.

## Produzione
Il film fu prodotto dalla Vitagraph Company of America.

## Distribuzione
Distribuito dalla General Film Company, il film- un cortometraggio in una bobina - uscì nelle sale cinematografiche statunitensi il 5 aprile 1913.